# کاثلین نورد
کاثلین نورد (آلمانی: Kathleen Nord؛ زادهٔ ۲۶ دسامبر ۱۹۶۵) شناگر اهل آلمان است.